# Age of Madness
Albums de Jane
Between Heaven and Hell
(1977) Sign N° 9
(1979)
Singles
1. Love Song
Sortie : mai 1978

Age of Madness est le septième album studio du groupe de rock progressif allemand, Jane. Il est sorti début avril 1978 sur le label Brain Records et a été produit par le groupe.

## Historique
En février 1978, le groupe signe un nouveau contrat avec Metronome et enregistre pour la première fois dans le studio qu'il s'est construit à Sarstedt une petite ville située à une trentaine de kilometres au sud de Hanovre.
De cet album sera issu, Love Songs, le premier single du groupe depuis Here We Are paru en 1973. Un mini-lp contenant quatre titres de l'album sera commercialisé en 1978.
Manfred Wieczorke, le claviériste, quitta le groupe au début du printemps 1979.

## Liste des titres
- Tous les titres sont signés par le groupe

Face 1
1. Age of Madness - 5:45
2. Memory - Symphony - 4:25
3. Auroville - 3:40
4. Love Dong - 3:53

Face 2
1. Bad Game - 5:14
2. Get this Power - 2:40
3. With Her Smile - 4:20
4. Meadow - 3:27
5. Age of Madness Part.II - 2:39

## Musiciens
- Peter Panka: batterie, percussions, chant
- Klaus Hess: guitares, chant
- Martin Hesse: basse, chant
- Manfred Wieczorke: claviers, harmonica sur Get This Power, chœurs

## Singles
Age of Madness 
- Face A

1. Auroville - 3:40
2. With Her Smile - 4:20

- Face B

1. Bad Game - 5:14
2. Age of Madness Part. II - 2:39

Love Song 
- Face A

1. Love Song - 3:53

- Face B

1. Get this Power - 2:40